# Пол Бодін
Пол Джон Бодін (англ. Paul John Bodin, нар. 13 вересня 1964) — валлійський професійний футболіст і тренер. З 2019 року є тренером молодіжної збірної Уельсу. Його син Біллі Бодін також є професійним футболістом.

## Ігрова кар'єра

### Початок кар'єри
Бодін почав свою кар'єру в «Челсі» ще школярем, щовихідних їздив потягом до лондонського вокзалу Паддінгтон, щоб тренуватися з клубом. Однак він залишив «Стемфорд Брідж», так і не зігравши жодної гри за першу команду «синіх», і перейшов у «Ньюпорт Каунті» на запрошення тренера Лена Ешерста. Будучи молодим гравцем-стажером, Бодін працював у клубі, зокрема, допомагав фарбувати трибуни на клубному стадіоні «Сомертон Парк». Зрештою так і не зігравши жодного матчу, він пішов за Ешерстом до «Кардіфф Сіті», у складі якого дебютував на дорослому рівні в матчі відкриття сезону 1982/83 проти «Рексема» у віці сімнадцяти років. Він швидко зарекомендував себе в першій команді, провівши понад 30 матчів у своєму першому сезоні, допомігши команді посісти друге місце у Третьому дивізіоні після «Портсмута» і вийти у Другий дивізіон. Надалі Бодін виступав за клуб до кінця сезону 1984/85, коли команда вилетіла назад до Третього дивізіону, після чого Бодін покинув клуб і приєднався до невеличкої команди «Мертір Тідфіл». Під час виступів за цю напівпрофесіональну команду він паралельно працював помічником покрівельника та страховим продавцем.
1985 року Бодін підписав угоду з клубом Національної конференції «Бат Сіті», де провів три роки, а в січні 1988 року Бодін повернувся до англійської Футбольної ліги, ставши гравцем «Ньюпорт Каунті», втім у команди почались фінансові труднощі і Пол надовго в ній не затримався.

### «Свіндон Таун» і «Крістал Пелес»
Бодін залишив «Ньюпорт» і перейшов за 30 000 фунтів стерлінгів у клуб Другого дивізіону «Свіндон Таун» у березні 1988 року, підписавши трирічний контракт. У першому сезоні 1988/89 під керівництвом Лу Макарі клуб вийшов у плей-оф, де вони програли «Крістал Пелес», а у наступному сезоні під керівництвом Освальдо Арділеса в кампанії 1989/90 «Свіндон» дійшов до фіналу плей-оф, де вони на «Вемблі» переграли «Сандерленд» з рахунком 1:0. Однак їм було відмовлено у виході до Першого дивізіону через фінансовий скандал після того, як було виявлено, що клуб нерегулярно виплачував гравцям.
У березні 1991 року Бодіна продали до вищолігового «Крістал Пелес» Стіва Коппелла за 550 000 фунтів стерлінгів, але там валлієць не зміг пробитися до основи, зігравши до кінця чемпіонату 1990/91 лише 5 матчів чемпіонаті, тим не менш потрапив до символічної збірної року Другого дивізіону за час, проведений у «Свіндоні».
У грудні 1991 року Арділес повернув Бодіна до Другого дивізіону, відправивши в оренду до «Ньюкасл Юнайтед».

### Повернення до «Свіндон Таун»
Бодін повернувся до «Свіндон Таун» лише через десять місяців після його від'їзду — Гленн Годдл заплатив за футболіста 225 000 фунтів стерлінгів у січні 1992 року і почав використовувати Бодіна як більш атакуючого флангового захисника, а також зробив штатним пенальтистом. Бодін забив загалом дванадцять голів зі своєї нової позиції.\, п'ять із цих м'ячів було забито з пенальті, останній з яких приніс «Свіндону» перемогу у фінальному матчу плей-оф 1993 року проти «Лестер Сіті», завдяки чому команди вийшла до Прем'єр-ліги. В результаті Бодін був визнаний найкращим гравцем клубу сезону 1992/93. У Прем'єр-лізі Пол продовжив показувати високі результати, забивши сім голів, включаючи реалізовані пенальті проти «Манчестер Юнайтед» та «Арсеналу», тим не менш клуб вилетів з еліти наприкінці сезону 1993/94. Надалі Бодін залишався з клубом, незважаючи на другий виліт поспіль у сезоні 1994/95 . Після цього він допоміг клубу повернутись до другого за рівнем дивізіону під керівництвом Стіва Макмегона в 1996 році, перш ніж залишити клуб в кінці того сезону, незважаючи на те, що був включений до команди року другий раз у своїй кар'єрі.

### Завершення кар'єри
В липні 1996 року Бодін на запрошення колишнього товариша по команді Джиммі Квінн перейшов у «Редінг». Він зіграв 36 матчів у сезоні 1996/97 років, а першу половину сезону 1997/98 років він провів на правах оренди у Другому дивізіоні в клубі «Вікем Вондерерз». Він покинув «Редінг» після того, як команда під керівництвом Томмі Бернса вилетіла з Першого дивізіону в 1998 році.
Натомість Бодін повернувся у «Бат Сіті», де став граючим тренером. У 2001 році через фінансові проблеми в клубі його посаду перевели на неповний робочий день, і згодом він пішов у відставку.

## Міжнародна кар'єра
1983 року Бодін виступав за молодіжну збірну Уельсу, а у 1990—1994 зіграв 23 матчі за національну збірну Уельсу під керівництвом Террі Йората і Майка Сміта, дебютувавши у товариському матчі з Коста-Рикою (1:0). Найзнаковішим став вирішальний матч відбору до чемпіонату світу 1994 року з Румунією 17 листопада 1993 року, який Уельсу потрібно було виграти, щоб вийти на «мундіаль». Бодін за рахунку 1:1 не реалізував пенальті і в підсумку валлійці програли 1:2 та не вийшли на світову першість. У 2015 році Бодін сказав: «Мені довелося жити з цим болем, і він ніколи не проходить».

## Тренерська кар'єра
Бодін був призначений тренером юнацької команди «Свіндон Таун» у 2001 році. У квітні 2011 року він обійняв посаду тимчасового головного тренера «Свіндона» у двох останніх іграх сезону 2010/11 після уходу Пола Гарта. Після приходу Паоло Ді Каніо Бодін повернувся до роботи з юніорами. Він покинув клуб у червні 2013 року, після чого працював з юнаками в «Саутгемптоні».
У травні 2015 року Роб Пейдж призначив Бодіна своїм помічником в «Порт Вейлі», але в травні 2016 року залишив свою посаду з «особистих причин».
З 2017 року Бодін працював головним тренером юнацької збірної Уельсу до 19 років, а серпні 2019 року Бодіна призначили тренером молодіжної збірної Уельсу.

## Особисте життя
Його син, Біллі Бодін, також став футболістом і виступав за збірну Уельсу..

## Статистика

#### Клубна
| Клуб               | Сезон              | Дивізіон           | Чемпіонат | Чемпіонат | Кубок | Кубок | Інше | Інше  | Всього | Всього |
| Клуб               | Сезон              | Дивізіон           | Ігор      | Голів     | Ігор  | Голів | Ігор | Голів | Ігор   | Голів  |
| ------------------ | ------------------ | ------------------ | --------- | --------- | ----- | ----- | ---- | ----- | ------ | ------ |
| Челсі              | 1981–82            | Другий дивізіон    | 0         | 0         | 0     | 0     | 0    | 0     | 0      | 0      |
| Ньюпорт Каунті     | 1981–82            | Третій дивізіон    | 0         | 0         | 0     | 0     | 0    | 0     | 0      | 0      |
| Кардіфф Сіті       | 1982–83            | Третій дивізіон    | 31        | 0         | 3     | 0     | 4    | 0     | 38     | 0      |
| Кардіфф Сіті       | 1983–84            | Другий дивізіон    | 26        | 3         | 1     | 0     | 4    | 0     | 31     | 3      |
| Кардіфф Сіті       | 1984–85            | Другий дивізіон    | 18        | 1         | 0     | 0     | 3    | 0     | 21     | 3      |
| Кардіфф Сіті       | Всього             | Всього             | 75        | 4         | 4     | 0     | 11   | 0     | 90     | 4      |
| Ньюпорт Каунті     | 1987–88            | Четвертий дивізіон | 6         | 1         | 0     | 0     | 0    | 0     | 6      | 1      |
| Свіндон Таун       | 1987–88            | Другий дивізіон    | 5         | 1         | 0     | 0     | 1    | 0     | 6      | 1      |
| Свіндон Таун       | 1988–89            | Другий дивізіон    | 16        | 1         | 2     | 0     | 0    | 0     | 18     | 1      |
| Свіндон Таун       | 1989–90            | Другий дивізіон    | 41        | 5         | 1     | 0     | 15   | 0     | 57     | 5      |
| Свіндон Таун       | 1990–91            | Другий дивізіон    | 31        | 2         | 3     | 0     | 5    | 0     | 39     | 2      |
| Свіндон Таун       | Всього             | Всього             | 93        | 9         | 6     | 0     | 21   | 0     | 120    | 9      |
| Крістал Пелес      | 1990–91            | Перший дивізіон    | 5         | 0         | 0     | 0     | 0    | 0     | 5      | 0      |
| Крістал Пелес      | 1991–92            | Перший дивізіон    | 4         | 0         | 0     | 0     | 1    | 0     | 5      | 0      |
| Крістал Пелес      | Всього             | Всього             | 9         | 0         | 0     | 0     | 1    | 0     | 10     | 0      |
| Ньюкасл Юнайтед    | 1991–92            | Другий дивізіон    | 6         | 0         | 0     | 0     | 0    | 0     | 6      | 0      |
| Свіндон Таун       | 1991–92            | Другий дивізіон    | 21        | 2         | 2     | 0     | 0    | 0     | 23     | 2      |
| Свіндон Таун       | 1992–93            | Перший дивізіон    | 35        | 11        | 1     | 0     | 6    | 1     | 42     | 12     |
| Свіндон Таун       | 1993–94            | Прем'єр-ліга       | 32        | 7         | 2     | 0     | 3    | 0     | 37     | 7      |
| Свіндон Таун       | 1994–95            | Перший дивізіон    | 25        | 6         | 1     | 0     | 8    | 0     | 34     | 6      |
| Свіндон Таун       | 1995–96            | Другий дивізіон    | 33        | 2         | 4     | 1     | 5    | 0     | 42     | 3      |
| Свіндон Таун       | Всього             | Всього             | 146       | 28        | 10    | 0     | 21   | 0     | 177    | 28     |
| Редінг             | 1996–97            | Перший дивізіон    | 37        | 1         | 0     | 0     | 2    | 0     | 39     | 1      |
| Редінг             | 1997–98            | Перший дивізіон    | 2         | 0         | 0     | 0     | 1    | 0     | 3      | 0      |
| Редінг             | Всього             | Всього             | 41        | 1         | 1     | 0     | 3    | 0     | 45     | 1      |
| Вікем Вондерерз    | 1997–98            | Другий дивізіон    | 5         | 0         | 0     | 0     | 0    | 0     | 5      | 0      |
| Загалом за кар'єру | Загалом за кар'єру | Загалом за кар'єру | 381       | 43        | 21    | 1     | 57   | 1     | 459    | 45     |

#### Збірна
| Збірна Уельсу | Збірна Уельсу | Збірна Уельсу |
| Рік           | Ігор          | Голів         |
| ------------- | ------------- | ------------- |
| 1990 рік      | 4             | 0             |
| 1991 рік      | 8             | 3             |
| 1995 рік      | 3             | 0             |
| 1993 рік      | 5             | 0             |
| 1994 рік      | 3             | 0             |
| Всього        | 23            | 3             |

## Досягнення
- Віце-чемпіон Третього дивізіону Футбольної ліги: 1982–83[en]

- Переможець плей-оф Другого дивізіону Футбольної ліги: 1990[en]
- Переможець плей-оф Першого дивізіону Футбольної ліги: 1991[en]
- Чемпіон Другого дивізіону Футбольної ліги: 1995–96[en]

### Індивідуальні
- У символічній збірній Другого дивізіону Футбольної ліги: 1990–91 і 1995–96[en]
- Найкращий гравець сезону в «Свіндон Тауні»: 1992–93[en]